# Ministrowie pracy Wielkiej Brytanii

## Ministrowie pracy
| Minister                 | Czas urzędowania                        |
| ------------------------ | --------------------------------------- |
| John Hodge               | 10 grudnia 1916 – 17 sierpnia 1917      |
| George Roberts           | 17 sierpnia 1917 – 10 stycznia 1919     |
| Robert Horne             | 10 stycznia 1919 – 19 marca 1920        |
| Thomas Macnamara         | 19 marca 1920 – 19 października 1922    |
| Anderson Montague-Barlow | 31 października 1922 – 22 stycznia 1924 |
| Thomas Shaw              | 22 stycznia – 3 listopada 1924          |
| Arthur Steel-Maitland    | 6 listopada 1924 – 4 czerwca 1929       |
| Margaret Bondfield       | 7 czerwca 1929 – 24 sierpnia 1931       |
| Henry Betterton          | 25 sierpnia 1931 – 29 czerwca 1934      |
| Oliver Stanley           | 29 czerwca 1934 – 7 czerwca 1935        |
| Ernest Brown             | 7 czerwca 1935 – 13 maja 1940           |

## Ministrowie pracy i służby narodowej
| Minister        | Czas urzędowania                         |
| --------------- | ---------------------------------------- |
| Ernest Bevin    | 13 maja 1940 – 23 maja 1945              |
| Rab Butler      | 25 maja – 26 lipca 1945                  |
| George Isaacs   | 3 sierpnia 1945 – 17 stycznia 1951       |
| Aneurin Bevan   | 17 stycznia 1951 – 23 kwietnia 1951      |
| Alfred Robens   | 24 kwietnia 1951 – 26 października 1951  |
| Walter Monckton | 28 października 1951 – 20 grudnia 1955   |
| Iain Macleod    | 20 grudnia 1955 – 14 października 1959   |
| Edward Heath    | 14 października 1959 – 12 listopada 1959 |

## Ministrowie pracy
| Minister      | Czas urzędowania                            |
| ------------- | ------------------------------------------- |
| Edward Heath  | 12 listopada 1959 – 27 lipca 1960           |
| John Hare     | 27 lipca 1960 – 20 października 1963        |
| Joseph Godber | 20 października 1963 – 16 października 1964 |
| Ray Gunter    | 18 października 1964 – 6 kwietnia 1968      |

## Ministrowie zatrudnienia i produkcji
| Minister       | Czas urzędowania                  |
| -------------- | --------------------------------- |
| Barbara Castle | 6 kwietnia 1968 – 19 czerwca 1970 |

## Ministrowie zatrudnienia
| Minister          | Czas urzędowania                        |
| ----------------- | --------------------------------------- |
| Robert Carr       | 20 czerwca 1970 – 7 kwietnia 1972       |
| Maurice Macmillan | 7 kwietnia 1972 – 2 grudnia 1973        |
| William Whitelaw  | 2 grudnia 1973 – 4 marca 1974           |
| Michael Foot      | 5 marca 1974 – 8 kwietnia 1976          |
| Albert Booth      | 8 kwietnia 1976 – 4 maja 1979           |
| James Prior       | 5 maja 1979 – 14 września 1981          |
| Norman Tebbit     | 14 września 1981 – 16 października 1983 |
| Tom King          | 16 października 1983 – 2 września 1985  |
| David Young       | 2 września 1985 – 13 czerwca 1987       |
| Norman Fowler     | 13 czerwca 1987 – 3 stycznia 1990       |
| Michael Howard    | 3 stycznia 1990 – 11 kwietnia 1992      |
| Gillian Shephard  | 11 kwietnia 1992 – 27 maja 1993         |
| David Hunt        | 27 maja 1993 – 20 lipca 1994            |
| Michael Portillo  | 20 lipca 1994 – 5 lipca 1995            |

## Ministrowie edukacji i zatrudnienia
| Minister         | Czas urzędowania             |
| ---------------- | ---------------------------- |
| Gillian Shephard | 5 lipca 1995 – 2 maja 1997   |
| David Blunkett   | 2 maja 1997 – 8 czerwca 2001 |

## Ministrowie pracy i emerytur
| Minister          | Czas urzędowania                    |
| ----------------- | ----------------------------------- |
| Alistair Darling  | 8 czerwca 2001 – 29 maja 2002       |
| Andrew Smith      | 29 maja 2002 – 8 września 2004      |
| Alan Johnson      | 8 września 2004 – 6 maja 2005       |
| David Blunkett    | 6 maja – 2 listopada 2005           |
| John Hutton       | 2 listopada 2005 – 27 czerwca 2007  |
| Peter Hain        | 28 czerwca 2007 – 24 stycznia 2008  |
| James Purnell     | 24 stycznia 2008 – 5 czerwca 2009   |
| Yvette Cooper     | 5 czerwca 2009 – 11 maja 2010       |
| Iain Duncan Smith | 12 maja 2010 – 18 marca 2016        |
| Stephen Crabb     | 19 marca – 14 lipca 2016            |
| Damian Green      | 14 lipca 2016 – 11 czerwca 2017     |
| David Gauke       | 11 czerwca 2017 – 8 stycznia 2018   |
| Esther McVey      | 8 stycznia – 15 listopada 2018      |
| Amber Rudd        | 16 listopada 2018 – 7 września 2019 |
| Thérèse Coffey    | 8 września 2019 – 6 września 2022   |
| Chloe Smith       | 6 września – 25 października 2022   |
| Mel Stride        | 25 października 2022 – 5 lipca 2024 |
| Liz Kendall       | od 5 lipca 2024                     |